# Улинзи Старз
«Улинзи Старз» (Ulinzi Stars FC) — кенийский футбольный клуб из Накуру. Выступает в чемпионате Кении. Домашние матчи проводит на стадионе «Афраха», вмещающем 8 200 зрителей.

## История
Клуб создан в 1995 году в результате объединения нескольких армейских команд, представляет Вооружённые силы Кении. С 2004 или 2005 года выступает в Накуру, ранее базировался в г. Тика. «Улинзи Старз» выиграли четыре титула чемпионов Кении, уступая по их числу лишь «большой тройке» кенийского футбола из Найроби. При этом титул 2003 года достался «армейцам» ввиду раскола в кенийском футболе в тот год: Федерация футбола Кении отобрала титул у клуба «Нзоя Шугар» и разыграла его вновь, между двумя клубами топ-8, которые остались ей лояльны. «Улинзи Старз» выиграли у «Коуст Старз» — после того, как основное и дополнительное время матча закончилось вничью — по пенальти. В следующем сезоне, после запутанных перипетий, «армейцы» выиграли финал у «Таскера» также по пенальти. В июне 2005 года команда в благополучно объединённой лиге выиграла третий национальный титул по пенальти — вновь у «Таскера». А 4-й титул был выигран уже по другой системе розыгрыша — по итогам типичного для лигового футбола двухкругового турнира на 16 команд. Также на счету «армейцев» два вторых места — в национальных первенствах 2011 и 2015 годов.
По итогам чемпионского сезона-2010 4 представителя клуба получили индивидуальные призы лиги (Бенджамин Ньянгвесо — лучший тренер, Джек Матангута — менеджер, Фрэнсис Очиенг — вратарь, Джоффри Кокойо — защитник). В 2011 году команда выиграла Кубок топ-8 Кенийской премьер-лиги (KPL Top 8 Cup).
В марте 2004 года клуб мог сыграть в Лиге чемпионов КАФ против «Виты» (ДР Конго), однако отказался от участия; за это клуб был отстранён от турниров, проводимых КАФ, на три года. Той же весной «Старз» стали финалистом Клубного кубка КЕСАФА (он же Кубок Кагаме), уступив в финале руандийскому клубу АПР. В 2011 году команда дебютировала в Лиге чемпионов КАФ, уступив египетскому «Замалеку» в предварительном раунде.

## Достижения
Чемпионат Кении: 4
- 2003
- 2004
- 2005
- 2010